# HD 188753
HD 188753 là một hệ sao ba cách chúng ta khoảng 151 năm ánh sáng, nó ở trong chòm sao Thiên Nga. Năm 2005 người ta cho rằng đã phát hiện ra một hành tinh quay quanh sao chính (được gọi là HD 188753 A) trong hệ. Các phép đo theo dõi của một nhóm độc lập năm 2007 không xác nhận sự tồn tại của hành tinh này.

## Thành phần

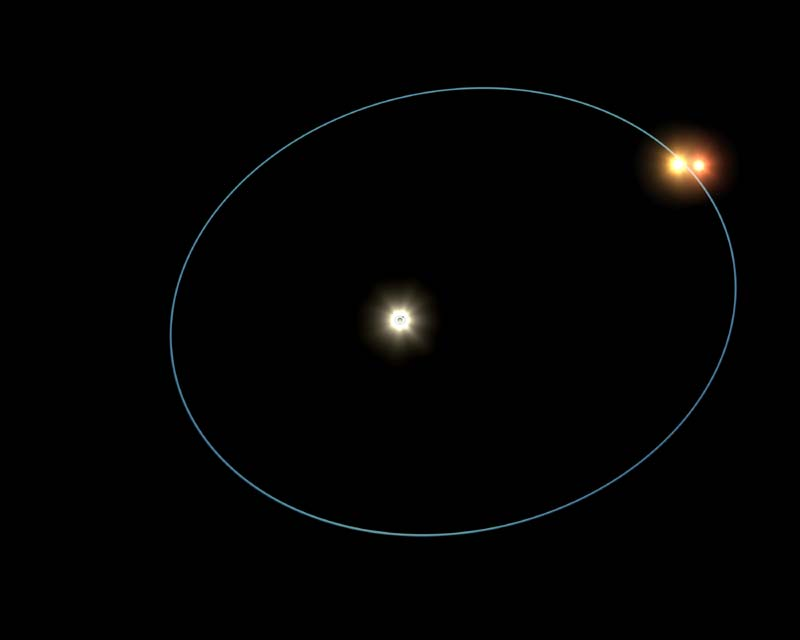
Quỹ đạo của HD 188753 BC

Ngôi sao chính, HD 188753 A, tương tự như Mặt Trời với khối lượng lớn hơn 6% và phân loại sao của G8V. Quỹ đạo này chính ở khoảng cách 12,3 AU là một cặp sao nhỏ hơn quay quanh nhau với chu kỳ 156,0 ± 0,1 ngày, một trục bán chính 0,67 AU và lệch tâm 0,1 ± 0,03. Các cặp đã ước tính khối lượng là 0,96 và 0,67 khối lượng mặt trời. Chúng quay quanh quỹ đạo chính với khoảng thời gian khoảng 25,7 năm và độ lệch tâm quỹ đạo khoảng 0,50. Khoảng cách periastron của quỹ đạo này là 6,2 AU. Khoảng cách giữa các ngôi sao mẹ và HD 188.753 AB là 0,0446 AU, tương đương 6,7 triệu dặm.

## Hành tinh không được xác nhận
Phát hiện năm 2005 cho rằng có một hành tinh quay quanh ngôi sao chính của hệ tam sao này. Ngôi sao này có tên HD 188753 Ab, do tiến sĩ người Ba Lan Maciej Konacki làm việc tại Viện Công nghệ California, Mỹ công bố. Hành tinh này không phải là hành tinh đầu tiên có trong hệ sao ba được biết đến, ví dụ hành tinh 16 Cygni Bb được phát hiện trước đó, nó quay quanh một ngôi sao trong hệ sao ba rộng cũng nằm trong chòm sao Thiên Nga.
Kể từ khi HD 188753 Ab được cho là có quỹ đạo trong một hệ thống đa sao, Konacki gọi các hành tinh thuộc loại này là "hành tinh Tatooine" sau thế giới của Luke Skywalker. Việc phát hiện hành tinh này đã được thử thách bởi Eggenberger và các cộng sự.
Hành tinh này là một hành tinh khí khổng lồ thuộc loại Sao Mộc nóng, nó nặng hơn Sao Mộc một ít và được cho là quay quanh HD 188753 A với chu kỳ 80 tiếng (3,3 ngày), với khoảng cách 8x10^9 m-bằng khoảng 1/20 khoảng cách Trái Đất và Mặt Trời. Sự tồn tại của HD 188753 Ab (một Sao Mộc nóng) trong một hệ sao ba khá gần nhau đã thách thức mô hình hình thành hành tinh hiện tại. Ý tưởng giải thích cho sự hình thành các hành tinh khí khổng lồ là nó được tạo ra ở vùng ngoài của hệ (với quỹ đạo tương tự Sao Thổ và Sao Mộc). Khi được hình thành, chúng lại chuyển đến gần các ngôi sao và trở thành Sao Mộc nóng. Vấn đề của HD 188753 Ab là nếu có đĩa tiền hành tinh nào thì chúng cũng chỉ rộng đến khoảng 1 đơn vị thiên văn so với ngôi sao chính (do sự có mặt của hai ngôi sao khác). Một hành tinh kiểu Sao Mộc không thể hình thành được ở khoảng cách quá gần so với ngôi sao chính như vậy được và nếu không có đĩa vật chất nào nằm xa hơn 1 AU, thì không thể nào có hành tinh nào được hình thành để rồi di chuyển vào bên trong. Một khả năng đó là hành tinh được hình thành trước khi hai ngôi sao ngoài đạt được quỹ đạo hiện tại. Điều đó có nghĩa là đã từng có lúc hai ngôi sao đó ở xa ngôi sao chính hơn bây giờ.
Tuy nhiên, nỗ lực xác nhận phát hiện trên đã thất bại. Năm 2007, một đội ở đài quan sát Geneva kết luận rằng hành tinh không tồn tại và dữ liệu ban đầu của phát hiện cũng không cho thấy sự tồn tại của hành tinh này. Konacki cố gắng phản bác kết luận và cho rằng các đo đạc sau này thực tế không xác nhận hay phản bác sự tồn tại của hành tinh và dự định sẽ cho ra bản cập nhật vào năm 2007. Tính đến  tháng 8 năm 2012, vẫn không có một bản cập nhật nào cả.